# Breidleria platyclada
Breidleria platyclada là một loài Rêu trong họ Hypnaceae. Loài này được (Cardot) Iisiba mô tả khoa học đầu tiên năm 1932.